# Yves Landrein
Yves Landrein est un poète et éditeur français né le 10 juin 1948 à Quimper et mort le 28 octobre 2012 à Rennes.

## Biographie
Après avoir quitté l’école en troisième pour venir à Paris, il y a exercé différents petits boulots et fréquenté des écrivains, dont Jacques Prévert, qui préfacera un de ses recueils de poésie. À 19 ans, il reçoit, sous le pseudonyme de Sevy Valner, le prix Gérard de Nerval. Jacques Prévert le cite dans son poème c'est l'été : « La Bretagne, la poésie, c'est le même pays, celui de Sévy Valner qui ressemble à ces enfants. »
Poète, auteur de deux recueils aux éditions Seghers au début des années 1980 (D’un lieu et Histoire d’un cahier), il a très vite voulu se tourner vers les textes des autres. Il a d’abord créé la revue Ubacs (avec Michel Barré et Claude Margat) en 1976 puis, peu après, la maison d’édition du même nom qui fera faillite en 1993. Il y aura notamment publié Georges Perros (qui fut un proche de l’éditeur), Mathieu Bénézet, Michel Butor, Armand Robin, Franck Venaille, Michel Dugué, Paol Keineg, Hervé Carn, Jean-Pierre Chambon, Yvon Le Men, Claude Louis-Combet, Jacques Ancet…
Yves Landrein a poursuivi son travail en fondant à Rennes les éditions La Part commune en 1998.
Attirer l’attention sur des œuvres parfois délaissées (Charles-Louis Philippe, Paul Gadenne, Hugues Rebell, Lucien Descaves, Léon Bloy) ou en rééditant la correspondance de George Sand et Gustave Flaubert, celle de Gustave Flaubert et Guy de Maupassant, tout en découvrant de nouveaux auteurs (Claude Ansgari, Marie-Hélène Prouteau, Marie-Louise Audiberti, les poètes Pierre Tanguy et Philippe Blanchon, Jeff Sourdin, Didier Jourdren, Laure Morali, Pierre Vinclair, Olivier Cousin) et en poursuivant la publication de quelques-uns de ceux qui furent de l’aventure Ubacs (Armand Robin, Georges Perros, Michel Butor) à travers romans, essais, correspondances et poésie, tels sont quelques-uns des axes de La Part commune qui compte plus de 240 titres à son actif.

## Publications
- Histoire d’un cahier, Seghers, 1984
- D’un lieu, Seghers, 1980
- Zébrures, éditions de l'Athanor, 1975 (sous le pseudonyme de Sévy Valner)
- Source des marées, Les nouveaux cahiers de jeunesse, 1967 (sous le pseudonyme de Sévy Valner)